# Мергенов, Еркин Тлекович
Еркин Тлекович Мергенов (каз. Еркін Тілекұлы Мергенов; 6 марта 1940, Алма-Ата — 27 июля 2015, там же) — казахский художник и скульптор. Основоположник казахского модернизма в скульптуре, народный депутат СССР. Народный художник Республики Казахстан (1992).

## Биография
В 1962 году окончил Алма-Атинское художественное училище им. Н. В. Гоголя, отделение скульптура.
Затем, с 1963 по 1963 годы проходил службу в Советской Армии, Среднеазиатский военный округ.
В 1966—1967 годах преподавал рисование и черчение в средней школе № 105, г. Алма-Ата.
В 1973 году окончил Московский государственный академический художественный институт имени В. И. Сурикова, факультет скульптуры (мастерская Л. Е. Кербеля).
С 1974 года Член Союз художников СССР
В 1974—1975 годах — старший преподаватель Кафедры рисунка (Казахский национальный педагогический университет имени Абая), г. Алма-Ата.
В 1976—1978 годах участвует в групповой выставке произведений молодых художников Казахстана, г. Москва.
В 1979 года принят в члены КПСС.
C 1980 года являлся старшим преподавателем кафедры академического рисунка Театрально-художественного института им. Т. Жургенова.
В этом же году проводит персональную выставку в Государственном музее искусств Киргизии, г. Фрунзе.
В 1981 году проходит персональная выставка, г. Рига, Латвийская ССР.
В 1982 году исключен из КПСС. В 1985 году восстановлен в рядах КПСС.
В 1987—1994 годы избирался XII съездом Союза художников Казахской ССР Председателем правления Союза художников Казахской ССР.
В 1989 г. был избран Народным депутатом СССР от Союза художников СССР, г. Москва
В этом же году проходит персональная выставка, ЦДХ, г. Москва.
В 1990 году избирается членом Верховного Совета СССР.
В 1990 году вышел из рядов КПСС.
В 1991 году он активно участвует в Международной выставке, г. Дуйсбург, ФРГ.
В 1994 году вышел из состава членов Союза художников Республики Казахстан.
C 1998 года являлся членом Совета Международной конфедерации союзов художников, г. Москва.
В 1999—2000 годах — председатель правления «Сорос-центр современного искусства» в Казахстане.
В 2000 году становится лауреатом независимой национальной премии «Платиновый Тарлан» в номинации «Изобразительное искусство».

## Наиболее известные работы
Произведения художника находятся в Государственном музее искусств Республики Казахстан им. А. Кастеева; Государственной Третьяковской галерее, г. Москва, Россия; Музее русского искусства, г. Киев, Украина; Государственном музее искусств Кыргызстана, г. Бишкек, частных коллекциях в стране и за рубежом.